# Proszę ostrzej!
Proszę ostrzej! (czes. Zaostřit, prosím!) – czechosłowacka komedia filmowa w reżyserii Martina Friča zrealizowana w 1956. 

## Obsada
- Vlasta Burian jako Dušek
- Josef Kemr jako księgowy Přehršle
- Jan Pivec jako Pošahal, krytyk literacki
- Stella Zázvorková jako Pošahalová
- Gustav Heverle  jako dyrektor Bláha
- Vlastimil Brodský jako Macek
- František Filipovský jako sekretarz
- Lubomír Lipský jako główny księgowy
- Miloš Nedbal jako kierownik
- Ladislav Boháč jako reżyser
- Zdeněk Řehoř jako młody twórca
- Robert Vrchota jako fotoreporter
- Josef Hlinomaz jako referent ds. rekrutacji
- Jiří Sovák jako Zouna
- Zdeňka Baldová jako teściowa
- Jiřina Bohdalová jako redaktorka ds. korespondencji
- Marie Rosůlková jako sekretarka ministra
- Václav Trégl jako delegat u ministra
- Jaroslav Moučka jako delegat u ministra
- Antonín Kandert jako urzędnik
- Miloš Vavruška jako kierowca na budowie
- Vladimír Hrubý jako pracownik na budowie
- Ladislav Pešek jako komentator

## Opis fabuły
Fabułę oparto na motywach satyrycznych opowiadań Jiřiego Marka. 
Film składa się z trzech historii, niepowiązanych ze sobą. Bohaterem pierwszej z nich jest ambitny księgowy. Druga opowiada o problemach krytyka literackiego, który nie jest pewien, czy jego ocena dzieła jest zgodna z oczekiwaniami ministra. Trzecia przedstawia bałagan na budowie.